# Functiesplitsing
Functiesplitsing (segregation of duties) is het concept dat een bepaalde verantwoordelijkheid over meer dan één persoon gespreid wordt. In het bedrijfsleven wordt deze splitsing als interne controle doorgevoerd om fraude en fouten te vermijden. Het risico dat mensen samenwerken om deze interne controle te omzeilen, wordt collusie genoemd.
Idealiter wordt elke taak in 4 delen opgesplitst, waarbij telkens een verschillend persoon de verantwoordelijkheid draagt:
- Autorisatie
- Uitvoering
- Bescherming / controle
- Registratie